# Darkman (datorspel)
Darkman är ett dator/TV-spel utvecklat av Twilight och utgivet av Ocean 1991. Spelet släpptes till ZX Spectrum, NES, ACPC och C64. Spelet porterades också till Game Boy och Atari ST, och är löst baserat på 1990 års långfilm med samma namn.

## Handling
Spelet är ett sidscrollande plattformsspel, där huvudfiguren är Darkman, en superhjälte som hoppar, sparkas och slåss samt svingar sig i rep. På varje bana klär Darkman ut sig som nivåbossen, som han måste besegra innan tiden löper ur. Precis som i filmen maskerar sig Darkman till diverse brottslingar, som bär ansvaret för hans brännskador.

### Fotnoter
1. ↑  ”Darkman”. NES DB. 26 februari 1991. Arkiverad från originalet den 11 mars 2015. https://web.archive.org/web/20150311182633/http://www.nesdb.se/game_more.php?id=317&rid=1. Läst 27 juni 2014.
2. ↑  http://www.worldofspectrum.org/infoseekid.cgi?id=0001266